# Kilidougou
Kilidougou è un comune rurale del Mali facente parte del circondario di Dioïla, nella regione di Koulikoro.
Il comune è composto da 12 nuclei abitati:
- Bénéna
- Bozibougou
- Djiguena
- Fah Mana
- Kacouma
- Maba
- N'Gala
- N'Tobougou (centro principale)
- Tioni
- Tonégué
- Yorobougou
- Zanz Sguila